# Dala (Angola)
Dala è una municipalità dell'Angola appartenente alla provincia di Lunda Sud. Ha 100 836 abitanti (stima del 2006). Il capoluogo è Dala.